# Francesco III Crispo

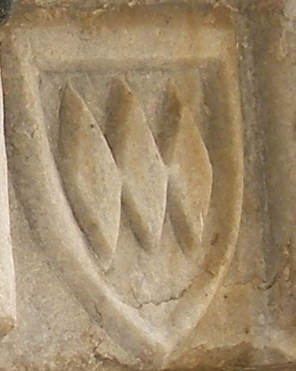
Armes des Crispi, ducs de Naxos

Francesco III Crispo, duc de Naxos de 1500 à  1510 et mort en 1511.
Il succéda à son père Giovanni III Crispo. Son fils Giovanni IV Crispo lui succéda.
Il fut proclamé duc après un bref protectorat vénitien, en 1500.

## Famille Crispi
Les Crispi étaient probablement originaires de Vérone. Francesco Ier Crispo, le fondateur de la dynastie était seigneur de Milos, donc vassal du duc de Naxos et son cousin par alliance. Il s'empara du trône de Naxos après avoir assassiné le duc légitime Niccolo III dalle Carceri. Son fils Giacomo Ier Crispo accentua sa légitimité en épousant lui aussi une Sanuda. Contrairement aux Sanudi, les Crispi appliquaient la loi salique excluant les femmes de la succession. Giacomo n'avait eu que deux filles, ce fut donc son frère Giovanni II Crispo qui lui succéda, puis le duché passa au fils de Giovanni : Giacomo II Crispo, puis au fils de celui-ci, Gian Giacomo Crispo, un enfant posthume. La régence fut d'abord assurée par ses grands-oncles Niccolo et Guiglelmo. À la mort de Gian Giacomo, âgé de sept ans, la loi salique fit que le duché passa au mâle le plus proche, le régent Guiglelmo. Elle s'appliqua à nouveau car Guiglelmo n'avait qu'une fille légitime. Un de ses neveux Francesco lui succéda, après accord des autorités vénitiennes. Son fils Giacomo devint duc à la mort de son père. Mais, il n'avait qu'une fille. La loi salique continua de s'appliquer et le duché passa au frère de Giacomo, Giovanni III Crispo. Après la mort, peut-être par empoissonnement, de ce dernier, les Naxiotes demandèrent à la république de Venise d'assurer la régence pendant la minorité de l'aîné des bâtards Giovanni, Francesco,.

## Régence vénitienne
La république de Venise avait alors tout intérêt à intervenir dans le duché de Naxos, seules terres de la mer Égée qui lui avait échappé lors de la quatrième croisade. Contrôler le duché permettait de mener une politique navale plus globale pour sécuriser l'ensemble de la région, d'autant plus que la guerre avec l'Empire ottoman reprit en 1499. Cependant, quasiment à chaque fois que la Sérénissime avait pris le relais de pouvoirs locaux défaillants dans le Levant, elle avait souffert d'importantes difficultés (comme pour Thessalonique entre 1423 et 1429). Aussi, son implication fut-elle minimale : elle se contenta d'entretenir un gouverneur (trois se succédèrent) qui exerça plus des fonctions de commandant militaire des forces du duché, pour en assurer la sécurité. En 1499, un fonctionnaire vénitien rendit son rapport d'inspection en Égée. Il y écrivait que le salaire du gouverneur serait mieux employé à restaurer les fortifications du duché. Venise décida alors d'accéder aux demandes régulières de Francesco et de lui remettre le gouvernement du duché en 1500,.

## Duc de Naxos
Francesco fournit des galères à Venise dans la guerre contre les Ottomans. Mais, les forces chrétiennes n'étaient plus de taille. Francesco avait promis à Venise de ne pas refaire les mêmes erreurs que son père. Il eut d'autres problèmes. Cependant, la principale source concernant ces épisodes est la chronique de Marino Sanuto le Jeune pas très favorable aux ducs de Naxos, depuis que son lointain parent Marco Sanudo avait, selon lui mais aussi toute l'historiographie vénitienne, trahi la République au XIIIe siècle.
En 1509, il montra ses premiers signes de folie. Les versions divergent alors. Selon William Miller, il aurait été alors avec son beau-frère, Antonio Loredano, à Trieste. Il aurait été enfermé à San Michele di Murano. Il aurait ensuite été libéré et autorisé à regagner son duché cycladique. Selon Charles Frazee, il aurait été à bord d'une galère de combat vénitienne. Le capitaine se serait inquiété et l'aurait mis aux arrêts. Il aurait ensuite été libéré et autorisé à regagner son duché.
Là, il fit une rechute, le 15 août 1510. Il poursuivit son épouse, Taddea (ou Caterina) Loredano, jusque chez la tante de celle-ci, Lucrezia Loredano où elle se réfugia, en chemise de nuit. Les deux femmes vécurent deux jours dans l'angoisse. Le 17 août, il força la porte. Sa femme se cacha sous un grand baquet. Francesco battit Lucrezia Loredano et les domestiques. L'un d'entre eux finit par dénoncer la duchesse. Il lui porta un coup au ventre dont elle décéda le lendemain. Les habitants du Kastro se réunirent alors en urgence et décidèrent de déposer le duc. Celui-ci était retourné dans son palais où il s'en prit à son fils Giovanni. Il le poursuivit à travers la résidence. L'enfant finit par s'enfuir en sautant d'un balcon. Francesco tenta alors de s'enfuir à Rhodes, mais aurait été capturé et envoyé à Santorin puis déplacé à Candie où il serait mort le 15 août 1511,.

## Arbre généalogique
|  |  |                    |                    |                    |                    |                    |                    |  |  |                                           |                                           | Famille Sanudo                            |                                           |                                           |                                           |  |  |                                            |                                            |                                            |                                            |                                            |                                            |                 |                 |                                     |                                     |                                     |                                     |                                     |                                     |                           |                           |                                                                  |                                                                  |                                                                  |                                                                  |                                                                  |                                                                  |  |  |                                           |                                           |                                           |                                           |                                           |                                           |  |  |                                                    |                                                    |                                                    |                                                    |                                                    |                                                    |  |  |                                                              |                                                              |                                                              |                                                              |                                                              |                                                              |  |  |                                                     |                                                     |                                                     |                                                     |                                                     |                                                     |  |  |  |  |  |  |  |  |  |  |  |  |  |  |  |  |  |  |  |  |  |  |  |  |  |  |  |  |  |  |  |  |  |  |
|  |  |                    |                    |                    |                    |                    |                    |  |  |                                           |                                           |                                           |                                           |                                           |                                           |  |  |                                            |                                            |                                            |                                            |                                            |                                            |                 |                 |                                     |                                     |                                     |                                     |                                     |                                     |                           |                           |                                                                  |                                                                  |                                                                  |                                                                  |                                                                  |                                                                  |  |  |                                           |                                           |                                           |                                           |                                           |                                           |  |  |                                                    |                                                    |                                                    |                                                    |                                                    |                                                    |  |  |                                                              |                                                              |                                                              |                                                              |                                                              |                                                              |  |  |                                                     |                                                     |                                                     |                                                     |                                                     |                                                     |  |  |  |  |  |  |  |  |  |  |  |  |  |  |  |  |  |  |  |  |  |  |  |  |  |  |  |  |  |  |  |  |  |  |
|  |  |                    |                    |                    |                    |                    |                    |  |  |                                           |                                           |                                           |                                           |                                           |                                           |  |  |                                            |                                            |                                            |                                            |                                            |                                            |                 |                 |                                     |                                     |                                     |                                     |                                     |                                     |                           |                           |                                                                  |                                                                  |                                                                  |                                                                  |                                                                  |                                                                  |  |  |                                           |                                           |                                           |                                           |                                           |                                           |  |  |                                                    |                                                    |                                                    |                                                    |                                                    |                                                    |  |  |                                                              |                                                              |                                                              |                                                              |                                                              |                                                              |  |  |                                                     |                                                     |                                                     |                                                     |                                                     |                                                     |  |  |  |  |  |  |  |  |  |  |  |  |  |  |  |  |  |  |  |  |  |  |  |  |  |  |  |  |  |  |  |  |  |  |
|  |  |                    |                    |                    |                    |                    |                    |  |  |                                           |                                           |                                           |                                           |                                           |                                           |  |  |                                            |                                            |                                            |                                            |                                            |                                            |                 |                 |                                     |                                     |                                     |                                     |                                     |                                     |                           |                           |                                                                  |                                                                  |                                                                  |                                                                  |                                                                  |                                                                  |  |  |                                           |                                           |                                           |                                           |                                           |                                           |  |  |                                                    |                                                    |                                                    |                                                    |                                                    |                                                    |  |  |                                                              |                                                              |                                                              |                                                              |                                                              |                                                              |  |  |                                                     |                                                     |                                                     |                                                     |                                                     |                                                     |  |  |  |  |  |  |  |  |  |  |  |  |  |  |  |  |  |  |  |  |  |  |  |  |  |  |  |  |  |  |  |  |  |  |
|  |  |                    |                    |                    |                    |                    |                    |  |  |                                           |                                           |                                           |                                           |                                           |                                           |  |  |                                            |                                            |                                            |                                            | Fiorenza Sanuda                            | Fiorenza Sanuda                            | Fiorenza Sanuda | Fiorenza Sanuda | Fiorenza Sanuda                     | Fiorenza Sanuda                     |                                     |                                     | Francesco Ier 1383 - 1397           | Francesco Ier 1383 - 1397           | Francesco Ier 1383 - 1397 | Francesco Ier 1383 - 1397 | Francesco Ier 1383 - 1397                                        | Francesco Ier 1383 - 1397                                        |                                                                  |                                                                  |                                                                  |                                                                  |  |  |                                           |                                           |                                           |                                           |                                           |                                           |  |  |                                                    |                                                    |                                                    |                                                    |                                                    |                                                    |  |  |                                                              |                                                              |                                                              |                                                              |                                                              |                                                              |  |  |                                                     |                                                     |                                                     |                                                     |                                                     |                                                     |  |  |  |  |  |  |  |  |  |  |  |  |  |  |  |  |  |  |  |  |  |  |  |  |  |  |  |  |  |  |  |  |  |  |
|  |  |                    |                    |                    |                    |                    |                    |  |  |                                           |                                           |                                           |                                           |                                           |                                           |  |  |                                            |                                            |                                            |                                            | Fiorenza Sanuda                            | Fiorenza Sanuda                            | Fiorenza Sanuda | Fiorenza Sanuda | Fiorenza Sanuda                     | Fiorenza Sanuda                     |                                     |                                     | Francesco Ier 1383 - 1397           | Francesco Ier 1383 - 1397           | Francesco Ier 1383 - 1397 | Francesco Ier 1383 - 1397 | Francesco Ier 1383 - 1397                                        | Francesco Ier 1383 - 1397                                        |                                                                  |                                                                  |                                                                  |                                                                  |  |  |                                           |                                           |                                           |                                           |                                           |                                           |  |  |                                                    |                                                    |                                                    |                                                    |                                                    |                                                    |  |  |                                                              |                                                              |                                                              |                                                              |                                                              |                                                              |  |  |                                                     |                                                     |                                                     |                                                     |                                                     |                                                     |  |  |  |  |  |  |  |  |  |  |  |  |  |  |  |  |  |  |  |  |  |  |  |  |  |  |  |  |  |  |  |  |  |  |
|  |  |                    |                    |                    |                    |                    |                    |  |  |                                           |                                           |                                           |                                           |                                           |                                           |  |  |                                            |                                            |                                            |                                            |                                            |                                            |                 |                 |                                     |                                     |                                     |                                     |                                     |                                     |                           |                           |                                                                  |                                                                  |                                                                  |                                                                  |                                                                  |                                                                  |  |  |                                           |                                           |                                           |                                           |                                           |                                           |  |  |                                                    |                                                    |                                                    |                                                    |                                                    |                                                    |  |  |                                                              |                                                              |                                                              |                                                              |                                                              |                                                              |  |  |                                                     |                                                     |                                                     |                                                     |                                                     |                                                     |  |  |  |  |  |  |  |  |  |  |  |  |  |  |  |  |  |  |  |  |  |  |  |  |  |  |  |  |  |  |  |  |  |  |
|  |  |                    |                    |                    |                    |                    |                    |  |  |                                           |                                           |                                           |                                           |                                           |                                           |  |  |                                            |                                            |                                            |                                            |                                            |                                            |                 |                 |                                     |                                     |                                     |                                     |                                     |                                     |                           |                           |                                                                  |                                                                  |                                                                  |                                                                  |                                                                  |                                                                  |  |  |                                           |                                           |                                           |                                           |                                           |                                           |  |  |                                                    |                                                    |                                                    |                                                    |                                                    |                                                    |  |  |                                                              |                                                              |                                                              |                                                              |                                                              |                                                              |  |  |                                                     |                                                     |                                                     |                                                     |                                                     |                                                     |  |  |  |  |  |  |  |  |  |  |  |  |  |  |  |  |  |  |  |  |  |  |  |  |  |  |  |  |  |  |  |  |  |  |
|  |  | Fiorenza Sommaripa | Fiorenza Sommaripa | Fiorenza Sommaripa | Fiorenza Sommaripa | Fiorenza Sommaripa | Fiorenza Sommaripa |  |  | Giacomo Ier 1397-1418                     | Giacomo Ier 1397-1418                     | Giacomo Ier 1397-1418                     | Giacomo Ier 1397-1418                     | Giacomo Ier 1397-1418                     | Giacomo Ier 1397-1418                     |  |  | Giovanni II 1419-1433 ∞ Francesca Morosini | Giovanni II 1419-1433 ∞ Francesca Morosini | Giovanni II 1419-1433 ∞ Francesca Morosini | Giovanni II 1419-1433 ∞ Francesca Morosini | Giovanni II 1419-1433 ∞ Francesca Morosini | Giovanni II 1419-1433 ∞ Francesca Morosini |                 |                 | Marco (apanages de Ios et Therasia) | Marco (apanages de Ios et Therasia) | Marco (apanages de Ios et Therasia) | Marco (apanages de Ios et Therasia) | Marco (apanages de Ios et Therasia) | Marco (apanages de Ios et Therasia) |                           |                           | Guiglelmo II 1453-1463 ∞ Elisabetha da Pesaro                    | Guiglelmo II 1453-1463 ∞ Elisabetha da Pesaro                    | Guiglelmo II 1453-1463 ∞ Elisabetha da Pesaro                    | Guiglelmo II 1453-1463 ∞ Elisabetha da Pesaro                    | Guiglelmo II 1453-1463 ∞ Elisabetha da Pesaro                    | Guiglelmo II 1453-1463 ∞ Elisabetha da Pesaro                    |  |  | Niccolo (apanage de Syros et Santorin)    | Niccolo (apanage de Syros et Santorin)    | Niccolo (apanage de Syros et Santorin)    | Niccolo (apanage de Syros et Santorin)    | Niccolo (apanage de Syros et Santorin)    | Niccolo (apanage de Syros et Santorin)    |  |  | Pietro                                             | Pietro                                             | Pietro                                             | Pietro                                             | Pietro                                             | Pietro                                             |  |  | Pétronille ∞ Pietro Zéno (Andros en dot)                     | Pétronille ∞ Pietro Zéno (Andros en dot)                     | Pétronille ∞ Pietro Zéno (Andros en dot)                     | Pétronille ∞ Pietro Zéno (Andros en dot)                     | Pétronille ∞ Pietro Zéno (Andros en dot)                     | Pétronille ∞ Pietro Zéno (Andros en dot)                     |  |  | Agnese ∞ Dragonetto Clavelli (seigneur de Nissyros) | Agnese ∞ Dragonetto Clavelli (seigneur de Nissyros) | Agnese ∞ Dragonetto Clavelli (seigneur de Nissyros) | Agnese ∞ Dragonetto Clavelli (seigneur de Nissyros) | Agnese ∞ Dragonetto Clavelli (seigneur de Nissyros) | Agnese ∞ Dragonetto Clavelli (seigneur de Nissyros) |  |  |  |  |  |  |  |  |  |  |  |  |  |  |  |  |  |  |  |  |  |  |  |  |  |  |  |  |  |  |  |  |  |  |
|  |  | Fiorenza Sommaripa | Fiorenza Sommaripa | Fiorenza Sommaripa | Fiorenza Sommaripa | Fiorenza Sommaripa | Fiorenza Sommaripa |  |  | Giacomo Ier 1397-1418                     | Giacomo Ier 1397-1418                     | Giacomo Ier 1397-1418                     | Giacomo Ier 1397-1418                     | Giacomo Ier 1397-1418                     | Giacomo Ier 1397-1418                     |  |  | Giovanni II 1419-1433 ∞ Francesca Morosini | Giovanni II 1419-1433 ∞ Francesca Morosini | Giovanni II 1419-1433 ∞ Francesca Morosini | Giovanni II 1419-1433 ∞ Francesca Morosini | Giovanni II 1419-1433 ∞ Francesca Morosini | Giovanni II 1419-1433 ∞ Francesca Morosini |                 |                 | Marco (apanages de Ios et Therasia) | Marco (apanages de Ios et Therasia) | Marco (apanages de Ios et Therasia) | Marco (apanages de Ios et Therasia) | Marco (apanages de Ios et Therasia) | Marco (apanages de Ios et Therasia) |                           |                           | Guiglelmo II 1453-1463 ∞ Elisabetha da Pesaro                    | Guiglelmo II 1453-1463 ∞ Elisabetha da Pesaro                    | Guiglelmo II 1453-1463 ∞ Elisabetha da Pesaro                    | Guiglelmo II 1453-1463 ∞ Elisabetha da Pesaro                    | Guiglelmo II 1453-1463 ∞ Elisabetha da Pesaro                    | Guiglelmo II 1453-1463 ∞ Elisabetha da Pesaro                    |  |  | Niccolo (apanage de Syros et Santorin)    | Niccolo (apanage de Syros et Santorin)    | Niccolo (apanage de Syros et Santorin)    | Niccolo (apanage de Syros et Santorin)    | Niccolo (apanage de Syros et Santorin)    | Niccolo (apanage de Syros et Santorin)    |  |  | Pietro                                             | Pietro                                             | Pietro                                             | Pietro                                             | Pietro                                             | Pietro                                             |  |  | Pétronille ∞ Pietro Zéno (Andros en dot)                     | Pétronille ∞ Pietro Zéno (Andros en dot)                     | Pétronille ∞ Pietro Zéno (Andros en dot)                     | Pétronille ∞ Pietro Zéno (Andros en dot)                     | Pétronille ∞ Pietro Zéno (Andros en dot)                     | Pétronille ∞ Pietro Zéno (Andros en dot)                     |  |  | Agnese ∞ Dragonetto Clavelli (seigneur de Nissyros) | Agnese ∞ Dragonetto Clavelli (seigneur de Nissyros) | Agnese ∞ Dragonetto Clavelli (seigneur de Nissyros) | Agnese ∞ Dragonetto Clavelli (seigneur de Nissyros) | Agnese ∞ Dragonetto Clavelli (seigneur de Nissyros) | Agnese ∞ Dragonetto Clavelli (seigneur de Nissyros) |  |  |  |  |  |  |  |  |  |  |  |  |  |  |  |  |  |  |  |  |  |  |  |  |  |  |  |  |  |  |  |  |  |  |
|  |  |                    |                    |                    |                    |                    |                    |  |  |                                           |                                           |                                           |                                           |                                           |                                           |  |  |                                            |                                            |                                            |                                            |                                            |                                            |                 |                 |                                     |                                     |                                     |                                     |                                     |                                     |                           |                           |                                                                  |                                                                  |                                                                  |                                                                  |                                                                  |                                                                  |  |  |                                           |                                           |                                           |                                           |                                           |                                           |  |  |                                                    |                                                    |                                                    |                                                    |                                                    |                                                    |  |  |                                                              |                                                              |                                                              |                                                              |                                                              |                                                              |  |  |                                                     |                                                     |                                                     |                                                     |                                                     |                                                     |  |  |  |  |  |  |  |  |  |  |  |  |  |  |  |  |  |  |  |  |  |  |  |  |  |  |  |  |  |  |  |  |  |  |
|  |  |                    |                    |                    |                    |                    |                    |  |  |                                           |                                           |                                           |                                           |                                           |                                           |  |  |                                            |                                            |                                            |                                            |                                            |                                            |                 |                 |                                     |                                     |                                     |                                     |                                     |                                     |                           |                           |                                                                  |                                                                  |                                                                  |                                                                  |                                                                  |                                                                  |  |  |                                           |                                           |                                           |                                           |                                           |                                           |  |  |                                                    |                                                    |                                                    |                                                    |                                                    |                                                    |  |  |                                                              |                                                              |                                                              |                                                              |                                                              |                                                              |  |  |                                                     |                                                     |                                                     |                                                     |                                                     |                                                     |  |  |  |  |  |  |  |  |  |  |  |  |  |  |  |  |  |  |  |  |  |  |  |  |  |  |  |  |  |  |  |  |  |  |
|  |  | deux filles        | deux filles        | deux filles        | deux filles        | deux filles        | deux filles        |  |  | Giacomo II 1433-1447 ∞ Ginevra Gattilusio | Giacomo II 1433-1447 ∞ Ginevra Gattilusio | Giacomo II 1433-1447 ∞ Ginevra Gattilusio | Giacomo II 1433-1447 ∞ Ginevra Gattilusio | Giacomo II 1433-1447 ∞ Ginevra Gattilusio | Giacomo II 1433-1447 ∞ Ginevra Gattilusio |  |  | Adriana et Caterina                        | Adriana et Caterina                        | Adriana et Caterina                        | Adriana et Caterina                        | Adriana et Caterina                        | Adriana et Caterina                        |                 |                 | Francesco                           | Francesco                           | Francesco                           | Francesco                           | Francesco                           | Francesco                           |                           |                           | Fiorenza                                                         | Fiorenza                                                         | Fiorenza                                                         | Fiorenza                                                         | Fiorenza                                                         | Fiorenza                                                         |  |  | Francesco II 1463 ∞ Petronilla Bembo      | Francesco II 1463 ∞ Petronilla Bembo      | Francesco II 1463 ∞ Petronilla Bembo      | Francesco II 1463 ∞ Petronilla Bembo      | Francesco II 1463 ∞ Petronilla Bembo      | Francesco II 1463 ∞ Petronilla Bembo      |  |  | trois fils et sept filles                          | trois fils et sept filles                          | trois fils et sept filles                          | trois fils et sept filles                          | trois fils et sept filles                          | trois fils et sept filles                          |  |  | Giovanni                                                     | Giovanni                                                     | Giovanni                                                     | Giovanni                                                     | Giovanni                                                     | Giovanni                                                     |  |  |                                                     |                                                     |                                                     |                                                     |                                                     |                                                     |  |  |  |  |  |  |  |  |  |  |  |  |  |  |  |  |  |  |  |  |  |  |  |  |  |  |  |  |  |  |  |  |  |  |
|  |  | deux filles        | deux filles        | deux filles        | deux filles        | deux filles        | deux filles        |  |  | Giacomo II 1433-1447 ∞ Ginevra Gattilusio | Giacomo II 1433-1447 ∞ Ginevra Gattilusio | Giacomo II 1433-1447 ∞ Ginevra Gattilusio | Giacomo II 1433-1447 ∞ Ginevra Gattilusio | Giacomo II 1433-1447 ∞ Ginevra Gattilusio | Giacomo II 1433-1447 ∞ Ginevra Gattilusio |  |  | Adriana et Caterina                        | Adriana et Caterina                        | Adriana et Caterina                        | Adriana et Caterina                        | Adriana et Caterina                        | Adriana et Caterina                        |                 |                 | Francesco                           | Francesco                           | Francesco                           | Francesco                           | Francesco                           | Francesco                           |                           |                           | Fiorenza                                                         | Fiorenza                                                         | Fiorenza                                                         | Fiorenza                                                         | Fiorenza                                                         | Fiorenza                                                         |  |  | Francesco II 1463 ∞ Petronilla Bembo      | Francesco II 1463 ∞ Petronilla Bembo      | Francesco II 1463 ∞ Petronilla Bembo      | Francesco II 1463 ∞ Petronilla Bembo      | Francesco II 1463 ∞ Petronilla Bembo      | Francesco II 1463 ∞ Petronilla Bembo      |  |  | trois fils et sept filles                          | trois fils et sept filles                          | trois fils et sept filles                          | trois fils et sept filles                          | trois fils et sept filles                          | trois fils et sept filles                          |  |  | Giovanni                                                     | Giovanni                                                     | Giovanni                                                     | Giovanni                                                     | Giovanni                                                     | Giovanni                                                     |  |  |                                                     |                                                     |                                                     |                                                     |                                                     |                                                     |  |  |  |  |  |  |  |  |  |  |  |  |  |  |  |  |  |  |  |  |  |  |  |  |  |  |  |  |  |  |  |  |  |  |
|  |  |                    |                    |                    |                    |                    |                    |  |  |                                           |                                           |                                           |                                           |                                           |                                           |  |  |                                            |                                            |                                            |                                            |                                            |                                            |                 |                 |                                     |                                     |                                     |                                     |                                     |                                     |                           |                           |                                                                  |                                                                  |                                                                  |                                                                  |                                                                  |                                                                  |  |  |                                           |                                           |                                           |                                           |                                           |                                           |  |  |                                                    |                                                    |                                                    |                                                    |                                                    |                                                    |  |  |                                                              |                                                              |                                                              |                                                              |                                                              |                                                              |  |  |                                                     |                                                     |                                                     |                                                     |                                                     |                                                     |  |  |  |  |  |  |  |  |  |  |  |  |  |  |  |  |  |  |  |  |  |  |  |  |  |  |  |  |  |  |  |  |  |  |
|  |  |                    |                    |                    |                    |                    |                    |  |  | Gian Giacomo 1447-1453                    | Gian Giacomo 1447-1453                    | Gian Giacomo 1447-1453                    | Gian Giacomo 1447-1453                    | Gian Giacomo 1447-1453                    | Gian Giacomo 1447-1453                    |  |  |                                            |                                            |                                            |                                            |                                            |                                            |                 |                 |                                     |                                     |                                     |                                     |                                     |                                     |                           |                           | Giacomo III 1463-1480 ∞ Caterina Gozzadini                       | Giacomo III 1463-1480 ∞ Caterina Gozzadini                       | Giacomo III 1463-1480 ∞ Caterina Gozzadini                       | Giacomo III 1463-1480 ∞ Caterina Gozzadini                       | Giacomo III 1463-1480 ∞ Caterina Gozzadini                       | Giacomo III 1463-1480 ∞ Caterina Gozzadini                       |  |  |                                           |                                           |                                           |                                           |                                           |                                           |  |  | Giovanni III 1480-1494 ∞ une Morosini              | Giovanni III 1480-1494 ∞ une Morosini              | Giovanni III 1480-1494 ∞ une Morosini              | Giovanni III 1480-1494 ∞ une Morosini              | Giovanni III 1480-1494 ∞ une Morosini              | Giovanni III 1480-1494 ∞ une Morosini              |  |  |                                                              |                                                              |                                                              |                                                              |                                                              |                                                              |  |  |                                                     |                                                     |                                                     |                                                     |                                                     |                                                     |  |  |  |  |  |  |  |  |  |  |  |  |  |  |  |  |  |  |  |  |  |  |  |  |  |  |  |  |  |  |  |  |  |  |
|  |  |                    |                    |                    |                    |                    |                    |  |  | Gian Giacomo 1447-1453                    | Gian Giacomo 1447-1453                    | Gian Giacomo 1447-1453                    | Gian Giacomo 1447-1453                    | Gian Giacomo 1447-1453                    | Gian Giacomo 1447-1453                    |  |  |                                            |                                            |                                            |                                            |                                            |                                            |                 |                 |                                     |                                     |                                     |                                     |                                     |                                     |                           |                           | Giacomo III 1463-1480 ∞ Caterina Gozzadini                       | Giacomo III 1463-1480 ∞ Caterina Gozzadini                       | Giacomo III 1463-1480 ∞ Caterina Gozzadini                       | Giacomo III 1463-1480 ∞ Caterina Gozzadini                       | Giacomo III 1463-1480 ∞ Caterina Gozzadini                       | Giacomo III 1463-1480 ∞ Caterina Gozzadini                       |  |  |                                           |                                           |                                           |                                           |                                           |                                           |  |  | Giovanni III 1480-1494 ∞ une Morosini              | Giovanni III 1480-1494 ∞ une Morosini              | Giovanni III 1480-1494 ∞ une Morosini              | Giovanni III 1480-1494 ∞ une Morosini              | Giovanni III 1480-1494 ∞ une Morosini              | Giovanni III 1480-1494 ∞ une Morosini              |  |  |                                                              |                                                              |                                                              |                                                              |                                                              |                                                              |  |  |                                                     |                                                     |                                                     |                                                     |                                                     |                                                     |  |  |  |  |  |  |  |  |  |  |  |  |  |  |  |  |  |  |  |  |  |  |  |  |  |  |  |  |  |  |  |  |  |  |
|  |  |                    |                    |                    |                    |                    |                    |  |  |                                           |                                           |                                           |                                           |                                           |                                           |  |  |                                            |                                            |                                            |                                            |                                            |                                            |                 |                 |                                     |                                     |                                     |                                     |                                     |                                     |                           |                           | une fille ∞ Domenico Pisani (Santorin en dot)                    | une fille ∞ Domenico Pisani (Santorin en dot)                    | une fille ∞ Domenico Pisani (Santorin en dot)                    | une fille ∞ Domenico Pisani (Santorin en dot)                    | une fille ∞ Domenico Pisani (Santorin en dot)                    | une fille ∞ Domenico Pisani (Santorin en dot)                    |  |  |                                           |                                           |                                           |                                           |                                           |                                           |  |  | Francesco III 1500-1510 ∞ Taddea/Caterina Loredano | Francesco III 1500-1510 ∞ Taddea/Caterina Loredano | Francesco III 1500-1510 ∞ Taddea/Caterina Loredano | Francesco III 1500-1510 ∞ Taddea/Caterina Loredano | Francesco III 1500-1510 ∞ Taddea/Caterina Loredano | Francesco III 1500-1510 ∞ Taddea/Caterina Loredano |  |  |                                                              |                                                              |                                                              |                                                              |                                                              |                                                              |  |  |                                                     |                                                     |                                                     |                                                     |                                                     |                                                     |  |  |  |  |  |  |  |  |  |  |  |  |  |  |  |  |  |  |  |  |  |  |  |  |  |  |  |  |  |  |  |  |  |  |
|  |  |                    |                    |                    |                    |                    |                    |  |  |                                           |                                           |                                           |                                           |                                           |                                           |  |  |                                            |                                            |                                            |                                            |                                            |                                            |                 |                 |                                     |                                     |                                     |                                     |                                     |                                     |                           |                           | une fille ∞ Domenico Pisani (Santorin en dot)                    | une fille ∞ Domenico Pisani (Santorin en dot)                    | une fille ∞ Domenico Pisani (Santorin en dot)                    | une fille ∞ Domenico Pisani (Santorin en dot)                    | une fille ∞ Domenico Pisani (Santorin en dot)                    | une fille ∞ Domenico Pisani (Santorin en dot)                    |  |  |                                           |                                           |                                           |                                           |                                           |                                           |  |  | Francesco III 1500-1510 ∞ Taddea/Caterina Loredano | Francesco III 1500-1510 ∞ Taddea/Caterina Loredano | Francesco III 1500-1510 ∞ Taddea/Caterina Loredano | Francesco III 1500-1510 ∞ Taddea/Caterina Loredano | Francesco III 1500-1510 ∞ Taddea/Caterina Loredano | Francesco III 1500-1510 ∞ Taddea/Caterina Loredano |  |  |                                                              |                                                              |                                                              |                                                              |                                                              |                                                              |  |  |                                                     |                                                     |                                                     |                                                     |                                                     |                                                     |  |  |  |  |  |  |  |  |  |  |  |  |  |  |  |  |  |  |  |  |  |  |  |  |  |  |  |  |  |  |  |  |  |  |
|  |  |                    |                    |                    |                    |                    |                    |  |  |                                           |                                           |                                           |                                           |                                           |                                           |  |  |                                            |                                            |                                            |                                            |                                            |                                            |                 |                 |                                     |                                     |                                     |                                     |                                     |                                     |                           |                           |                                                                  |                                                                  |                                                                  |                                                                  |                                                                  |                                                                  |  |  |                                           |                                           |                                           |                                           |                                           |                                           |  |  |                                                    |                                                    |                                                    |                                                    |                                                    |                                                    |  |  |                                                              |                                                              |                                                              |                                                              |                                                              |                                                              |  |  |                                                     |                                                     |                                                     |                                                     |                                                     |                                                     |  |  |  |  |  |  |  |  |  |  |  |  |  |  |  |  |  |  |  |  |  |  |  |  |  |  |  |  |  |  |  |  |  |  |
|  |  |                    |                    |                    |                    |                    |                    |  |  |                                           |                                           |                                           |                                           |                                           |                                           |  |  |                                            |                                            |                                            |                                            |                                            |                                            |                 |                 |                                     |                                     |                                     |                                     |                                     |                                     |                           |                           |                                                                  |                                                                  |                                                                  |                                                                  |                                                                  |                                                                  |  |  | Giovanni IV 1510-1564 ∞ Adriana Gozzadini | Giovanni IV 1510-1564 ∞ Adriana Gozzadini | Giovanni IV 1510-1564 ∞ Adriana Gozzadini | Giovanni IV 1510-1564 ∞ Adriana Gozzadini | Giovanni IV 1510-1564 ∞ Adriana Gozzadini | Giovanni IV 1510-1564 ∞ Adriana Gozzadini |  |  |                                                    |                                                    |                                                    |                                                    |                                                    |                                                    |  |  | Catherine ∞ Gianluigi Pisani (seigneur de Chios)             | Catherine ∞ Gianluigi Pisani (seigneur de Chios)             | Catherine ∞ Gianluigi Pisani (seigneur de Chios)             | Catherine ∞ Gianluigi Pisani (seigneur de Chios)             | Catherine ∞ Gianluigi Pisani (seigneur de Chios)             | Catherine ∞ Gianluigi Pisani (seigneur de Chios)             |  |  |                                                     |                                                     |                                                     |                                                     |                                                     |                                                     |  |  |  |  |  |  |  |  |  |  |  |  |  |  |  |  |  |  |  |  |  |  |  |  |  |  |  |  |  |  |  |  |  |  |
|  |  |                    |                    |                    |                    |                    |                    |  |  |                                           |                                           |                                           |                                           |                                           |                                           |  |  |                                            |                                            |                                            |                                            |                                            |                                            |                 |                 |                                     |                                     |                                     |                                     |                                     |                                     |                           |                           |                                                                  |                                                                  |                                                                  |                                                                  |                                                                  |                                                                  |  |  | Giovanni IV 1510-1564 ∞ Adriana Gozzadini | Giovanni IV 1510-1564 ∞ Adriana Gozzadini | Giovanni IV 1510-1564 ∞ Adriana Gozzadini | Giovanni IV 1510-1564 ∞ Adriana Gozzadini | Giovanni IV 1510-1564 ∞ Adriana Gozzadini | Giovanni IV 1510-1564 ∞ Adriana Gozzadini |  |  |                                                    |                                                    |                                                    |                                                    |                                                    |                                                    |  |  | Catherine ∞ Gianluigi Pisani (seigneur de Chios)             | Catherine ∞ Gianluigi Pisani (seigneur de Chios)             | Catherine ∞ Gianluigi Pisani (seigneur de Chios)             | Catherine ∞ Gianluigi Pisani (seigneur de Chios)             | Catherine ∞ Gianluigi Pisani (seigneur de Chios)             | Catherine ∞ Gianluigi Pisani (seigneur de Chios)             |  |  |                                                     |                                                     |                                                     |                                                     |                                                     |                                                     |  |  |  |  |  |  |  |  |  |  |  |  |  |  |  |  |  |  |  |  |  |  |  |  |  |  |  |  |  |  |  |  |  |  |
|  |  |                    |                    |                    |                    |                    |                    |  |  |                                           |                                           |                                           |                                           |                                           |                                           |  |  |                                            |                                            |                                            |                                            |                                            |                                            |                 |                 |                                     |                                     |                                     |                                     |                                     |                                     |                           |                           |                                                                  |                                                                  |                                                                  |                                                                  |                                                                  |                                                                  |  |  |                                           |                                           |                                           |                                           |                                           |                                           |  |  |                                                    |                                                    |                                                    |                                                    |                                                    |                                                    |  |  |                                                              |                                                              |                                                              |                                                              |                                                              |                                                              |  |  |                                                     |                                                     |                                                     |                                                     |                                                     |                                                     |  |  |  |  |  |  |  |  |  |  |  |  |  |  |  |  |  |  |  |  |  |  |  |  |  |  |  |  |  |  |  |  |  |  |
|  |  |                    |                    |                    |                    |                    |                    |  |  |                                           |                                           |                                           |                                           |                                           |                                           |  |  |                                            |                                            |                                            |                                            |                                            |                                            |                 |                 |                                     |                                     |                                     |                                     |                                     |                                     |                           |                           | Caterina ∞ Niccolo III Gozzadini (seigneur de Sifnos et Kythnos) | Caterina ∞ Niccolo III Gozzadini (seigneur de Sifnos et Kythnos) | Caterina ∞ Niccolo III Gozzadini (seigneur de Sifnos et Kythnos) | Caterina ∞ Niccolo III Gozzadini (seigneur de Sifnos et Kythnos) | Caterina ∞ Niccolo III Gozzadini (seigneur de Sifnos et Kythnos) | Caterina ∞ Niccolo III Gozzadini (seigneur de Sifnos et Kythnos) |  |  | Francesco ∞ Fiorenza Gozzadini            | Francesco ∞ Fiorenza Gozzadini            | Francesco ∞ Fiorenza Gozzadini            | Francesco ∞ Fiorenza Gozzadini            | Francesco ∞ Fiorenza Gozzadini            | Francesco ∞ Fiorenza Gozzadini            |  |  | Giacomo IV 1564-1566 ∞ Cecilia Sommaripa           | Giacomo IV 1564-1566 ∞ Cecilia Sommaripa           | Giacomo IV 1564-1566 ∞ Cecilia Sommaripa           | Giacomo IV 1564-1566 ∞ Cecilia Sommaripa           | Giacomo IV 1564-1566 ∞ Cecilia Sommaripa           | Giacomo IV 1564-1566 ∞ Cecilia Sommaripa           |  |  | Thaddea Crispo ∞ Gianfrancesco Sommaripa (seigneur d'Andros) | Thaddea Crispo ∞ Gianfrancesco Sommaripa (seigneur d'Andros) | Thaddea Crispo ∞ Gianfrancesco Sommaripa (seigneur d'Andros) | Thaddea Crispo ∞ Gianfrancesco Sommaripa (seigneur d'Andros) | Thaddea Crispo ∞ Gianfrancesco Sommaripa (seigneur d'Andros) | Thaddea Crispo ∞ Gianfrancesco Sommaripa (seigneur d'Andros) |  |  |                                                     |                                                     |                                                     |                                                     |                                                     |                                                     |  |  |  |  |  |  |  |  |  |  |  |  |  |  |  |  |  |  |  |  |  |  |  |  |  |  |  |  |  |  |  |  |  |  |
|  |  |                    |                    |                    |                    |                    |                    |  |  |                                           |                                           |                                           |                                           |                                           |                                           |  |  |                                            |                                            |                                            |                                            |                                            |                                            |                 |                 |                                     |                                     |                                     |                                     |                                     |                                     |                           |                           | Caterina ∞ Niccolo III Gozzadini (seigneur de Sifnos et Kythnos) | Caterina ∞ Niccolo III Gozzadini (seigneur de Sifnos et Kythnos) | Caterina ∞ Niccolo III Gozzadini (seigneur de Sifnos et Kythnos) | Caterina ∞ Niccolo III Gozzadini (seigneur de Sifnos et Kythnos) | Caterina ∞ Niccolo III Gozzadini (seigneur de Sifnos et Kythnos) | Caterina ∞ Niccolo III Gozzadini (seigneur de Sifnos et Kythnos) |  |  | Francesco ∞ Fiorenza Gozzadini            | Francesco ∞ Fiorenza Gozzadini            | Francesco ∞ Fiorenza Gozzadini            | Francesco ∞ Fiorenza Gozzadini            | Francesco ∞ Fiorenza Gozzadini            | Francesco ∞ Fiorenza Gozzadini            |  |  | Giacomo IV 1564-1566 ∞ Cecilia Sommaripa           | Giacomo IV 1564-1566 ∞ Cecilia Sommaripa           | Giacomo IV 1564-1566 ∞ Cecilia Sommaripa           | Giacomo IV 1564-1566 ∞ Cecilia Sommaripa           | Giacomo IV 1564-1566 ∞ Cecilia Sommaripa           | Giacomo IV 1564-1566 ∞ Cecilia Sommaripa           |  |  | Thaddea Crispo ∞ Gianfrancesco Sommaripa (seigneur d'Andros) | Thaddea Crispo ∞ Gianfrancesco Sommaripa (seigneur d'Andros) | Thaddea Crispo ∞ Gianfrancesco Sommaripa (seigneur d'Andros) | Thaddea Crispo ∞ Gianfrancesco Sommaripa (seigneur d'Andros) | Thaddea Crispo ∞ Gianfrancesco Sommaripa (seigneur d'Andros) | Thaddea Crispo ∞ Gianfrancesco Sommaripa (seigneur d'Andros) |  |  |                                                     |                                                     |                                                     |                                                     |                                                     |                                                     |  |  |  |  |  |  |  |  |  |  |  |  |  |  |  |  |  |  |  |  |  |  |  |  |  |  |  |  |  |  |  |  |  |  |
|  |  |                    |                    |                    |                    |                    |                    |  |  |                                           |                                           |                                           |                                           |                                           |                                           |  |  |                                            |                                            |                                            |                                            |                                            |                                            |                 |                 |                                     |                                     |                                     |                                     |                                     |                                     |                           |                           |                                                                  |                                                                  |                                                                  |                                                                  |                                                                  |                                                                  |  |  |                                           |                                           |                                           |                                           |                                           |                                           |  |  | trois fils et trois filles                         |                                                    |                                                    |                                                    |                                                    |                                                    |  |  |                                                              |                                                              |                                                              |                                                              |                                                              |                                                              |  |  |                                                     |                                                     |                                                     |                                                     |                                                     |                                                     |  |  |  |  |  |  |  |  |  |  |  |  |  |  |  |  |  |  |  |  |  |  |  |  |  |  |  |  |  |  |  |  |  |  |